# 올빼미 (2022년 영화)
《올빼미》는 안태진 감독의 2022년 11월 23일에  개봉한 대한민국의 스릴러 영화이다. 조선을 배경으로, 인조 시대에 청나라에서 돌아온 소현세자의 죽음을 둘러싼 미스터리를 바탕으로 했다.

## 줄거리
경수는 장님이지만 침술 실력이 뛰어나다. 그는 이형익에게 재능을 인정받고 궁궐로 들어간다. 그 무렵 청나라에 인질로 잡힌 소현세자는 8년 만에 귀국했다. 인조는 아들을 위해 기뻐하면서도 한동안 알 수 없는 불안감에 휩싸인다. 그러던 어느 날 밤 어둠 속에서 희미하게 보이는 경수가 소현세자의 죽음을 목격한다. 그가 진실을 말하려다 보니 더 큰 비밀과 음모가 드러나 그의 생명이 위태로워진다. 아들이 죽은 후 인조의 불안감은 광기로 변해 난동을 부리기 시작하고, 세자의 죽음을 목격한 경수는 세자의 죽음에 얽힌 진실을 밝히려고 한다.

## 캐스팅
- 유해진 : 인조 역 - 조선의 제16대 왕.
- 류준열 : 경수 역 - 맹인 침술사.
- 최무성 : 이형익 역 - 내의원 어의, 경수와 만식의 상관.
- 조성하 : 최대감 역 - 조선의 영의정
- 박명훈 : 만식 역 - 내의원 어의, 경수의 상관.
- 김성철 : 소현세자 역 - 인조의 아들이자 강빈의 남편, 원손의 아버지.
- 안은진 : 소용 조씨 역 - 인조의 후궁
- 조윤서 : 강빈 역 - 소현세자의 아내이자 원손의 어머니.
- 안성봉 : 청나라 사신 역 -
- 김도원 : 경재 역 -
- 서문호 : 의원 3 역

## 반응

### 박스오피스
2022년 12월 10일 기준으로 이 영화는 17,633,777 달러의 총수입과 2,347,669명의 관객을 기록하며 2022년 대한민국 영화 중 여섯 번째로 높은 수익을 올린 영화이다.

## 수상
| 상                          | 발표일           | 부문                       | 후보자         | 결과 |
| --------------------------- | ---------------- | -------------------------- | -------------- | ---- |
| 제21회 디렉터스컷 어워즈    | 2023년 2월 24일  | 올해의 신인감독상          | 안태진         | 수상 |
| 제59회 백상예술대상         | 2023년 4월 28일  | 영화부문 작품상            | 《올빼미》     | 수상 |
| 제59회 백상예술대상         | 2023년 4월 28일  | 영화부문 남자 최우수연기상 | 류준열         | 수상 |
| 제59회 백상예술대상         | 2023년 4월 28일  | 영화부문 신인감독상        | 안태진         | 수상 |
| 제43회 한국영화평론가협회상 | 2023년 9월 21일  | 남우주연상                 | 류준열         | 수상 |
| 제43회 한국영화평론가협회상 | 2023년 9월 21일  | 신인감독상                 | 안태진         | 수상 |
| 제43회 한국영화평론가협회상 | 2023년 9월 21일  | 촬영상                     | 김태경         | 수상 |
| 제43회 한국영화평론가협회상 | 2023년 9월 21일  | 영평10선                   | 《올빼미》     | 수상 |
| 제43회 황금촬영상           | 2023년 10월 19일 | 작품상                     | 《올빼미》     | 수상 |
| 제43회 황금촬영상           | 2023년 10월 19일 | 감독상                     | 안태진         | 수상 |
| 제43회 황금촬영상           | 2023년 10월 19일 | 촬영상-금상                | 김태경         | 수상 |
| 제43회 황금촬영상           | 2023년 10월 19일 | 남우주연상                 | 류준열         | 수상 |
| 제43회 황금촬영상           | 2023년 10월 19일 | 남우조연상                 | 최무성         | 수상 |
| 제43회 황금촬영상           | 2023년 10월 19일 | 조명상                     | 홍승철         | 수상 |
| 제59회 대종상영화제         | 2023년 11월 15일 | 신인감독상                 | 안태진         | 수상 |
| 제59회 대종상영화제         | 2023년 11월 15일 | 각본상                     | 현규리, 안태진 | 수상 |
| 제59회 대종상영화제         | 2023년 11월 15일 | 편집상                     | 김선민         | 수상 |
| 제44회 청룡영화상           | 2023년 11월 24일 | 신인감독상                 | 안태진         | 수상 |
| 제44회 청룡영화상           | 2023년 11월 24일 | 촬영조명상                 | 김태경, 홍승철 | 수상 |
| 제44회 청룡영화상           | 2023년 11월 24일 | 편집상                     | 김선민         | 수상 |
| 제28회 춘사국제영화제       | 2023년 12월 7일  | 남우주연상                 | 류준열         | 수상 |
| 제28회 춘사국제영화제       | 2023년 12월 7일  | 신인남우상                 | 김성철         | 수상 |
| 제28회 춘사국제영화제       | 2023년 12월 7일  | 신인감독상                 | 안태진         | 수상 |
| 제28회 춘사국제영화제       | 2023년 12월 7일  | 각본상                     | 현규리, 안태진 | 수상 |
| 제24회 올해의 여성영화인상  | 2023년 12월 14일 | 제작자상                   | 백연자         | 수상 |
| 제10회 한국영화제작가협회상 | 2023년 12월 15일 | 각본상                     | 현규리, 안태진 | 수상 |
| 제10회 한국영화제작가협회상 | 2023년 12월 15일 | 편집상                     | 김선민         | 수상 |
| 제10회 한국영화제작가협회상 | 2023년 12월 15일 | 음향상                     | 박용기         | 수상 |